# امپرساس سی‌ام‌پی‌سی
امپرساس سی‌ام‌پی‌سی (به اسپانیایی: Empresas CMPC) شرکت کاغذسازی شیلیایی است، که در زمینه تولید کاغذ، خمیرکاغذ و دستمال کاغذی، همچنین ارائه خدمات جنگل‌داری فعالیت می‌کند.
شرکت امپرساس سی‌ام‌پی‌سی در سال ۱۹۲۰ تأسیس شد و در حال حاضر بزرگترین شرکت تولید کاغذ و خمیرکاغذ آمریکای لاتین می‌باشد. دفتر مرکزی این شرکت در شهر سانتیاگو، شیلی قرار دارد و بخشی از سهام آن در بازار بورس اوراق بهادار سانتیاگو معامله می‌شود.